# Nicoletta Maraschio
Nicoletta Maraschio (Pavia, 1946) è una linguista italiana.
È professoressa ordinaria di storia della lingua italiana presso l'Università di Firenze ed è stata la prima donna alla guida dell'Accademia della Crusca, della quale è stata presidente dal 2008 al 2014.

## Biografia
Di origine pavese, Nicoletta Maraschio si è laureata in lettere presso l'Università degli studi di Firenze sotto la guida di Giovanni Nencioni.
Dal 1995 è professoressa ordinaria di Storia della lingua italiana presso l'ateneo fiorentino e fa parte del collegio della scuola di dottorato in linguistica. 
Dal 2008 è succeduta a Francesco Sabatini nella presidenza dell'Accademia della Crusca, dopo essere stata per molti anni vicepresidente della prestigiosa istituzione e averne diretto il "Centro di Grammatica Italiana" e la rivista accademica Studi di grammatica italiana.
È stata visiting professor in varie università europee e statunitensi.
I suoi interessi di ricerca si concentrano su vari aspetti della storia linguistica italiana, in particolare sul periodo rinascimentale e su quello contemporaneo. Più in dettaglio, si è occupata dei testi dei primi fonetisti cinquecenteschi, dell'evoluzione del sistema grafico italiano dal Medioevo al Novecento, del bilinguismo e della trattatistica d'arte di Leon Battista Alberti e di Piero della Francesca, della storia dell'Accademia della Crusca e del suo vocabolario, delle lingue della Chiesa, della fortuna della lingua italiana all'estero. 
Per quanto concerne il Novecento, si è occupata della lingua dei mezzi di comunicazione di massa, dell'italiano del cinema, della radio e della televisione.
Dal 2001 dirige, insieme a Sergio Raffaelli, la collana L'italiano in pubblico, pubblicata dall'editore Cesati di Firenze.
È sposata con Paolo Caretti, professore ordinario di diritto costituzionale presso la facoltà di giurisprudenza dell'università di Firenze.

## Opere principali
- Aspetti del bilinguismo albertiano nel "De Pictura", in "Rinascimento", 1972.
- Interferenze tra verbo latino e verbo volgare nel bilingue "De pictura" albertiano, in "Studi di grammatica italiana", 1974-1975.
- Lingua società e corte di una Signoria padana fra Quattro e Cinquecento, in AA.VV., Ludovico Ariosto: lingua, stile e tradizione, Milano, 1976.
- Il parlato nella speculazione linguistica del Cinquecento, in "Studi di grammatica italiana", 1977.
- La formazione italiana del grammatico gallese J.D.Rhoesus (Rhys), in "Studi di grammatica italiana", 1980.
- Problemi linguistici e televisione, numero speciale di "Informazione radio tv", 1980, in collaborazione con Emanuela Cresti, Massimo Moneglia, Enrico Paradisi e Stefania Stefanelli.
- L'italiano del doppiaggio, in La lingua italiana in movimento, Accademia della Crusca, Firenze 1982.
- Appunti per uno studio della punteggiatura, in Studi di linguistica italiana per Giovanni Nencioni, a cura degli allievi, Firenze 1981.
- Il Lombardelli, il Salviati e il vocabolario, in "Studi linguistici italiani", 1984.
- Scrittura e pronuncia nel pensiero linguistico di Lionardo Salviati, in AA.VV., La Crusca nella tradizione letteraria e linguistica italiana, Firenze 1985.
- Radio e televisione a scuola, in AA.VV, Lingua e linguaggio, Atti del corso di aggiornamento settembre 1986, Siena 1987.
- Attualità e storicità dell'italiano (in collaborazione con Giovanni Nencioni), in Educazione linguistica di base e programmazione, Teramo 1987.
- La norma oggi e ieri, in " Le lingue del mondo", 1988.
- Il problema della lingua, in Storia d'Italia, a cura di Ruggiero Romano, Fabbri-Bompiani editori, Milano 1989.
- Siena e lo studio della fonetica nel Cinquecento, in Tra Rinascimento e strutture attuali. Saggi di linguistica italiana (a cura di Luciano Giannelli, Nicoletta Maraschio, Teresa Poggi Salani e Massimo Vedovelli), Atti del I Convegno SILFI (Siena, marzo 1989), Torino 1991.
- L'insegnamento della lingua toscana (in collaborazione con Teresa Poggi Salani), in AA.VV., L'università di Siena 750 anni di storia, Siena 1991.
- Storia e teoria dell'interpunzione, Atti del Convegno Internazionale di studi (Firenze, maggio 1988), a cura di Emanuela Cresti, Nicoletta Maraschio e Luca Toschi, Roma, Bulzoni, 1992.
- La sceneggiatura cinematografica tra teatro e letteratura: Pratolini sceneggiatore, in AA.VV, Gli italiani scritti, Firenze 1992.
- Pirandello e i Taviani, in Il Cinema e Pirandello (Atti del Convegno di Pavia 8-10 novembre 1990), a cura di M. Antonietta Grignani, Firenze 1992.
- Parole e forme del Decameron. Elementi di continuità e di frattura dal fiorentino del Trecento all'italiano contemporaneo, Firenze 1992.
- Grafia e ortografia. Formazione, codificazione, diffusione del sistema grafico italiano, Firenze 1992.
- Trattati di fonetica del Cinquecento, a cura di Nicoletta Maraschio, Firenze 1992.
- Grafia e ortografia: evoluzione e codificazione, in Luca Serianni e Pietro Trifone (a cura di), Storia della lingua italiana, I, I luoghi della codificazione, Einaudi, Torino 1993.
- Gli italiani trasmessi: la radio (in collaborazione con E. Cresti), relazione sull'incontro tenuto in Crusca (13-14- maggio) sullo stesso tema, in "La Crusca per voi", 9 (1994).
- Pirandello sceneggiatore: appunti linguistici, in AA.VV., Pirandello e la lingua, Milano, Mursia, 1994.
- Lingua e letteratura a Siena dal Cinquecento al Settecento, a cura di Luciano Giannelli, Nicoletta Maraschio, Teresa Poggi Salani, Firenze 1994.
- Appunti su lessico e politica, in Linguaggio e politica, a cura di Carla Ciseri Montemagno, Firenze, Le Monnier, 1995.
- Latino e volgare nei trattati di Piero, in Piero della Francesca tra arte e scienza, a cura di M. Dalai Emiliani e V. Curzi, Venezia, Marsilio 1996.
- Una giornata radiofonica: osservazioni linguistiche, in Gli italiani trasmessi: la radio, Firenze, Accademia della Crusca 1997.
- Storia della lingua italiana e storia letteraria. Atti del I Convegno ASLI, a cura di N. Maraschio e T. Poggi Salani, Firenze, Cesati, 1998.
- Le lingue della chiesa. Testi e documenti dalle Origini ai nostri giorni, a cura di N. Maraschio e T. Matarrese, Pescara, Libreria dell'Università, 1998.
- Storia della lingua italiana, in La linguistica italiana alle soglie del 2000 (1987-1997 e oltre), a cura di C. Lavinio, SLI Bulzoni, Roma 2002, pp. 21-93.
- Ricordo di una maestra, in Testimonianze per Maria Corti, a cura di A. Dolfi, Bulzoni, Roma, 2005, pp. 91-93.
- Il “De Pictura” albertiano nelle traduzioni cinquecentesche di Lodovico Domenichi e di Cosimo Bartoli, in M. Biffi, O. Calabrese, L. Salibra, Italia linguistica. Discorsi di scritto e di parlato. Nuovi studi di Linguistica italiana per Giovanni Nencioni, Protagon, Siena, 2005.